# Старая пекинская обсерватория

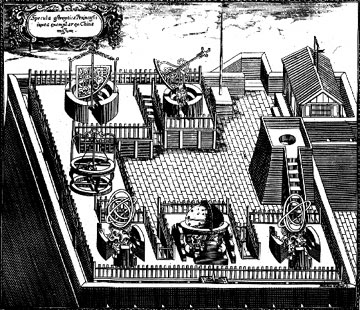
Рисунок обсерватории, сделанный Фердинандом Вербистом

Старая пекинская обсерватория (кит. упр. 北京古观象台, пиньинь Běijīng gǔ guānxiàngtái) — астрономическая обсерватория дотелескопической эпохи, находящаяся в Пекине (КНР). Революционные для своего времени инструменты этой обсерватории были созданы в 1442 году при династии Мин и усовершенствованы при династии Цин.
Вся обсерватория занимала площадь в 10.000 м². Её астрономическая площадка находится на каменной платформе высотой 15 м и представляет собою квадрат 40 на 40 м. Эта каменная башня является сохранившейся частью крепостной стены времён династии Мин, которая тогда окружала город. На платформе расположены бронзовые астрономические инструменты: армиллярная сфера, солнечные часы, квадрант, теодолит, секстант, небесный глобус.
Считается, что первые астрономические инструменты были привезены в Чжунду из Кайфэна ещё при династии Цзинь в 1227 году. Затем город был уничтожен монголами, но после того как хан Хубилай построил в тех же местах новую столицу Ханбалык, в 1279 году там была возведена обсерватория (к северу от нынешней). Когда Чжу Юаньчжан сверг монгольское правление, то он перевёз астрономические инструменты из Бэйпина в свою столицу Нанкин. Когда к власти пришёл Чжу Ди и перенёс столицу в Пекин, то он повелел мастерам сделать копии находящихся в Нанкине астрономических инструментов и разместил их в Пекинской обсерватории.
Возведение обсерватории было завершено в 1442 году. Она использовалась придворными астрономами для предоставления императору отчётов о положениях звёзд. Когда в середине XVII века иезуит Фердинанд Вербист выиграл состязание в знании астрономии, то император отдал обсерваторию в полное его распоряжение. Под наблюдением отца Фердинанда в 1673 году часть инструментов была переделана. Он и другие иезуиты способствовали дальнейшему развитию наблюдений за планетами и звёздами.
Во время подавления восстания Ихэтуаней часть инструментов была украдена представителями Альянса восьми держав, однако ближе к концу Первой мировой войны они были возвращены Китаю правительствами Франции и Германии.
В настоящее время обсерватория является музеем, входящим в состав Пекинского планетария.